# Ditiotreitol
Ditiotreitol (DTT, odczynnik Clelanda) – organiczny związek chemiczny będący podwójnym tiolem i diolem. DTT jest związkiem chiralnym, a nazwa ditiotreitol wywodzi się od czterowęglowego cukru, treozy, posiadającego odpowiadającą DTT konfigurację przestrzenną. Epimerycznym analogiem ditiotreitolu jest ditioerytritol, odpowiadający konfiguracją erytrozie, epimerze treozy.
DTT jest niezbyt silnym odczynnikiem redukującym o potencjale redoks -0,33 V w pH 7. W dwuetapowej reakcji przedstawionej poniżej DTT redukuje mostek dwusiarczkowy, sam zaś utlenia z utworzeniem heterocyklicznego pierścienia 1,2-ditianu, zawierającego wewnątrzcząsteczkowy mostek S-S.
Zdolności redukcyjne DTT są ograniczone do zakresu pH powyżej 7, ponieważ tylko zjonizowana forma grupy SH jest reaktywna, a jej pKa wynosi ok. 8,3.

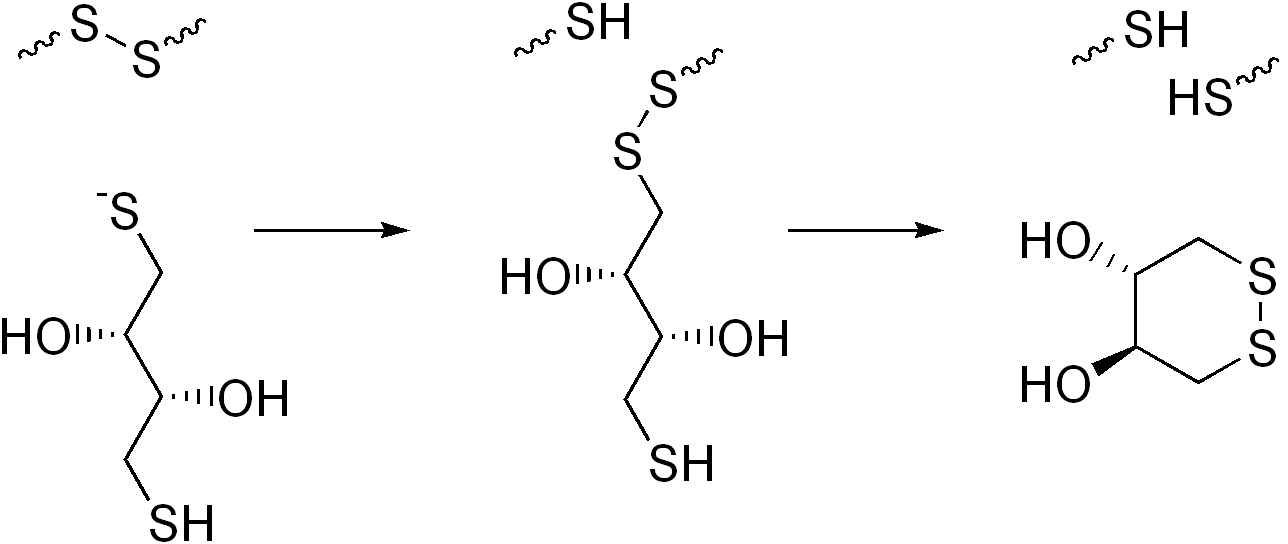
Redukcja mostka dwusiarczkowego przez DTT

DTT jest używany do redukcji mostków dwusiarczkowych, a także do ochrony grup tiolowych przed utlenieniem, np. w celu uniemożliwienia tworzenia wewnątrzcząsteczkowych lub międzycząsteczkowych mostków pomiędzy resztami cystein w białkach. DTT znajduje zastosowanie w biologii molekularnej, między innymi jest wykorzystywany w elektroforezie typu SDS-PAGE w celu niszczenia trzeciorzędowej struktury białek.
W przypadku niezdentaurowanych białek, DTT nie jest w stanie zredukować wszystkich mostków S-S, lecz tylko tę część, która ulega ekspozycji do środowiska wodnego (DTT jest hydrofilowy), toteż na podstawie stopnia redukcji poszczególnych wiązań dwusiarczkowych można wnioskować o położeniu tych wiązań w badanym białku.
DTT jest związkiem nietrwałym, ulega łatwo utlenieniu pod wpływem tlenu. Roztwory DTT powinny być przygotowywane w rozpuszczalnikach odgazowanych lub nasyconych gazem obojętnym. Popularną metodą uniknięcia rozpadu DTT jest przechowywanie roztworów w formie zamrożonej.
Związkiem o podobnym zastosowaniu jak DTT mogącym stanowić jego alternatywę jest TCEP (Tris(2-karboksyetylo)fosfina, zazwyczaj w formie chlorowodorku). W odróżnieniu od DTT, TCEP reaguje w szerokim zakresie pH i nie ulega utlenieniu przez tlen atmosferyczny, nie posiada także charakterystycznego dla tioli przykrego zapachu.